# Cohors I Cretum
Die Cohors I Cretum [sagittariorum oder sagittaria] (deutsch 1. Kohorte aus Kreta [der Bogenschützen]) war eine römische Auxiliareinheit. Sie ist durch Militärdiplome, Inschriften und Ziegelstempel belegt.

## Namensbestandteile
- Cretum: aus Kreta. Die Soldaten der Kohorte wurden bei Aufstellung der Einheit auf der Insel Kreta rekrutiert.

- sagittariorum oder sagittaria: der Bogenschützen. Der Zusatz kommt in Militärdiplomen von 110 bis 158/159 vor.

Da es keine Hinweise auf die Namenszusätze milliaria (1000 Mann) und equitata (teilberitten) gibt, ist davon auszugehen, dass es sich um eine Cohors quingenaria peditata, eine reine Infanterie-Kohorte, handelt. Die Sollstärke der Einheit lag bei 480 Mann, bestehend aus 6 Centurien mit jeweils 80 Mann.

## Geschichte
Die Kohorte war in den Provinzen Moesia, Moesia superior und Dacia stationiert. Sie ist auf Militärdiplomen für die Jahre 77/78 bis 161 n. Chr. aufgeführt.
Der erste Nachweis der Einheit in Moesia beruht auf einem Diplom, das auf 77/78 datiert ist. In dem Diplom wird die Kohorte als Teil der Truppen (siehe Römische Streitkräfte in Moesia) aufgeführt, die in der Provinz stationiert waren. Weitere Diplome, die auf 78 bis 101 datiert sind, belegen die Einheit in derselben Provinz (bzw. ab 93 in Moesia superior).
Eine Teilnahme der Kohorte an den beiden Dakerkriegen Trajans sowie an weiteren militärischen Operationen in der neuen Provinz Dacia wird vermutet, ist aber nicht gesichert. Der erste Nachweis der Einheit in der Provinz beruht auf einem Diplom, das auf 110 datiert ist. In dem Diplom wird die Kohorte als Teil der Truppen (siehe Römische Streitkräfte in Dacia) aufgeführt, die in der Provinz stationiert waren. Ein weiteres Diplom, das auf 114 datiert ist, belegt die Einheit in derselben Provinz.
Wahrscheinlich unter Hadrian (117–138) wurde die Kohorte wieder nach Moesia superior verlegt, wo sie erneut durch Diplome nachgewiesen ist, die auf 133 bis 161 datiert sind. Möglicherweise war die Kohorte noch während der Regierungszeit von Decius (249–251) in der Provinz stationiert.

## Standorte
Standorte der Kohorte waren möglicherweise:
- Egeta (Brza Palanka): zwei Inschriften[7] wurden hier gefunden.
- Timacum Maius (Niševac): mehrere Ziegel[8] mit dem Stempel COH I CRET wurden hier gefunden.
- Translederata (Banatska Palanka): ein Ziegel[9] mit dem Stempel COH I CRET wurde hier gefunden.

Ziegel der Einheit wurden noch an weiteren Orten gefunden: mit dem Stempel COH I CRE bei Ratiaria und mit dem Stempel COH I CRET bei Drobeta sowie Sucidava.

## Angehörige der Kohorte
Folgende Angehörige der Kohorte sind bekannt.

### Kommandeure
| - [?], ein Präfekt (CIL 3, 1163) - C(aius) Acell(ius) Marron[ius], möglicherweise ein Präfekt (AE 2012, 1179) | - C(aius) Vibius M[]us: er wird auf dem Diplom von 114 als Kommandeur genannt. |

### Sonstige
| - Aur(elius) Caius, ein Centurio (AE 1981, 737) - Gallio, ein Fußsoldat: das Diplom von 114 wurde für ihn ausgestellt. | - Ti(berius) Claudius Valerius, ein Veteran (AE 1964, 262) |